# Полоз жовточеревий
Полоз жовточеревий, або каспійський (Dolichophis caspius) — вид неотруйних змій з номінативної підродини родини Полозових (Colubridae). Інша назва — жовтобрюх.

## Опис
Цей полоз є найбільшою змією Європи. Його довжина сягає до 2 м. Забарвлення верхньої сторони тулуба буває різних відтінків оливкового кольору, без візерунка. Черево у нього жовте, палеве, іноді червонувате.

## Розповсюдження

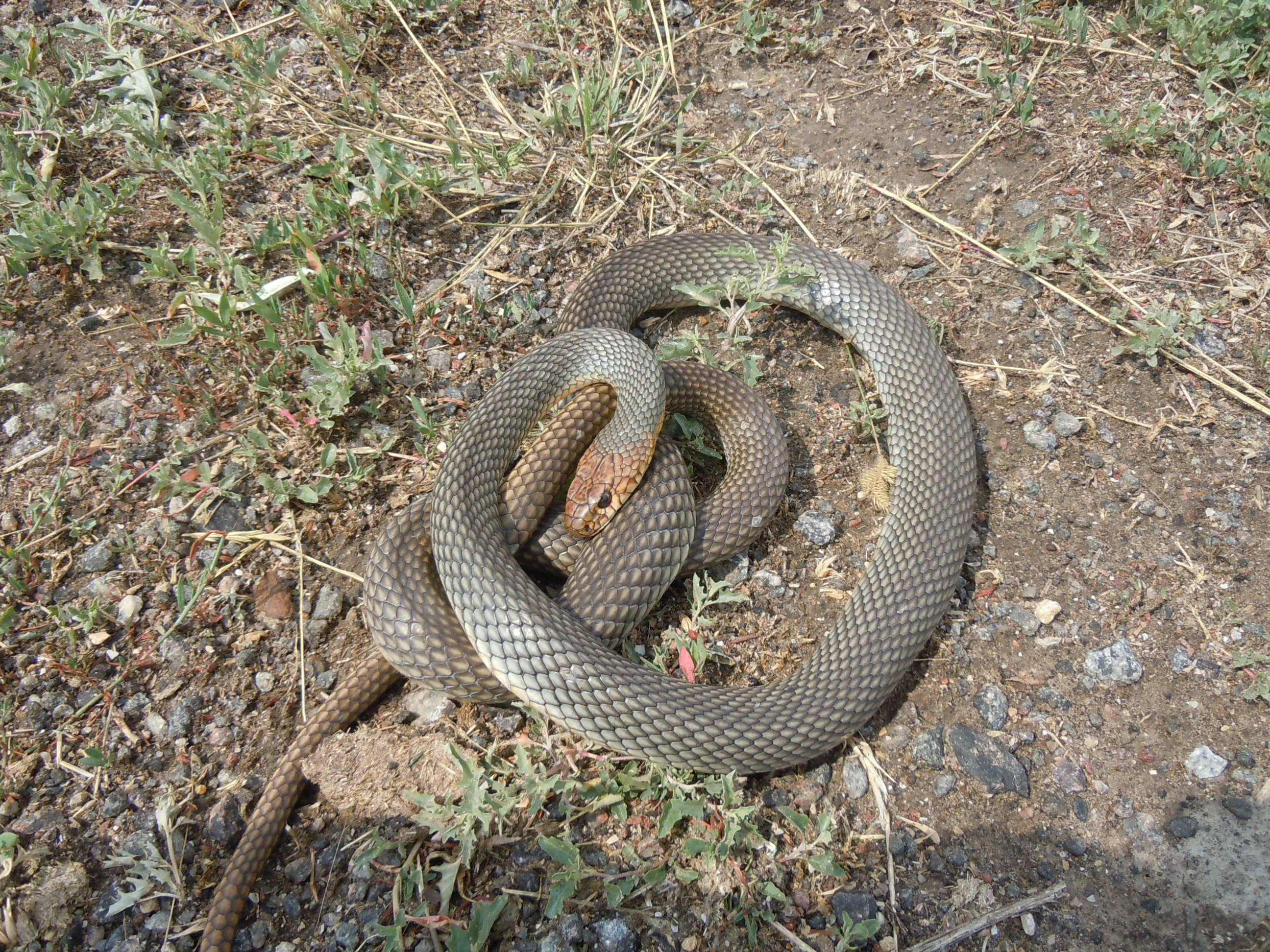
Полоз жовточеревий з Очакова, південь України

Полоз жовточеревий мешкає у південній Європі від Балканського півострова на схід до річки Урал, у Передній та Малій Азії, Молдові, південно-східній частині Росії, на Кавказі, іноді у Туркменістані.
В Україні полоз жовточеревий трапляється скрізь у степовій частині, та на території національного парку "Кременецькі гори".

## Спосіб життя
Ці змії живуть зазвичай у відкритому степу, напівпустелях, чагарникових заростях, біля доріг, кам'янистих гірських схилах, болотистих місцевостях. У посушливі періоди тримається біля заплав річок і на прирічкових терасах.
Сховищами полозам слугує тріщини у землі, кам'янисті осипи у степових урочищах, нори гризунів, низько розташовані дупла.
Живиться полоз жовточеревий гризунами розміром до ховрахів, птахами, їх яйцями, ящірками, рідше іншими зміями. Активний у світлий час доби. Він хапає здобич на ходу й часто поїдає її, навіть не задушивши, придавлюючи своїм міцним тулубом до землі.
З зимових схованок жовточеревий полоз виходить наприкінці квітня — на початку травня. Самка полоза відкладає за 1 раз 7—15 яєць (це відбувається у червні—липні). Молодь з'являється наприкінці серпня — на початку вересня. На зимівлю в одне місце збираються до 10 особин жовточеревого полоза.

## Особливості поведінки
Полоз жовточеревий відрізняється надзвичайною агресивністю. У випадках наближення ворога не намагається сховатися, а згортається спіраллю, на кшталт отруйної змії, шипить та кидається на супротивника, при цьому здатен стрибати до 1,5—2 м, намагаючись завдати удару в обличчя. Кусає боляче, до крові, проте суттєвої шкоди людині заподіяти не здатен. Після укусу в рані можуть лишатись дрібні зуби.

## Значення
Інколи утримується в неволі, тому може мати деяке комерційне значення. Знищенням гризунів приносить певну користь сільському господарству. Вид занесений до Червоної книги України.